# Yánnis Rítsos
 (avril 2022).
Si vous disposez d'ouvrages ou d'articles de référence ou si vous connaissez des sites web de qualité traitant du thème abordé ici, merci de compléter l'article en donnant les références utiles à sa vérifiabilité et en les liant à la section « Notes et références ».
Yánnis Rítsos (grec moderne : Γιάννης Ρίτσος), né Ioánnis Rítsos (Ιωάννης Ρίτσος) le 1er mai 1909 à Monemvasia et mort le 11 novembre 1990 à Athènes, est un poète grec.
« La poésie n’a jamais le dernier mot
Le premier, toujours. » (Yánnis Rítsos)

## Biographie

### Famille et débuts

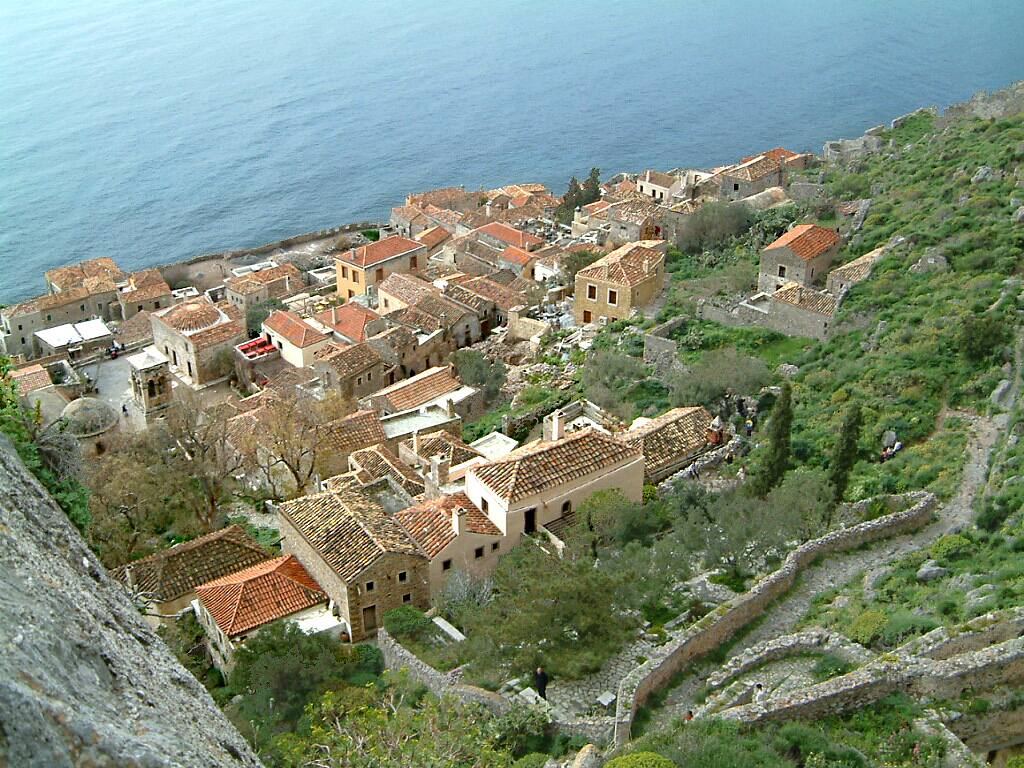
Monemvasia, village natal du poète.

Né à Monemvasia en Laconie, cadet d'une famille de grands propriétaires terriens, Yánnis Rítsos est imprégné par ce « rocher » natal, lourd de souvenirs historiques.
Sa famille très tôt détruite (ruine économique, mort de la mère, Eleftheria Vouzounaras, et du frère aîné, Mimis, démence du père, Eleftherios Ritsos, et de sa sœur bien-aimée, Loula), ainsi que les attaques de tuberculose, marquent sa vie et obsèdent son œuvre.
Prolétarisé et précarisé, il survit en calligraphiant des actes juridiques à l'Ordre des avocats et en participant à des spectacles de danse classique.

### Poète et militant
Yánnis Rítsos a commencé à militer au sein du Parti communiste de Grèce (KKE). Ce militantisme lui a permis de réaliser sa première formation idéologique. 1931 coïncide aussi avec son rétablissement.
Son engagement politique a influencé le style de Rítsos. Depuis cette date, son militantisme politique et social ira de pair avec son engagement en littérature et en poésie, dans une absolue symbiose jusqu’à la fin de ses jours.
Son premier livre, Tracteur (Τρακτέρ, Traktér), publié en 1934, influencé par le réalisme socialiste de Vladimir Maïakovski est un exemple de l’influence de son engagement politique sur ses œuvres.
En 1935, il publie Pyramides (Πυραμίδες, Pyramídes).
Ces deux œuvres témoignent d’un fragile équilibre entre sa foi dans le futur basé sur ses idéaux communistes et son désespoir personnel.

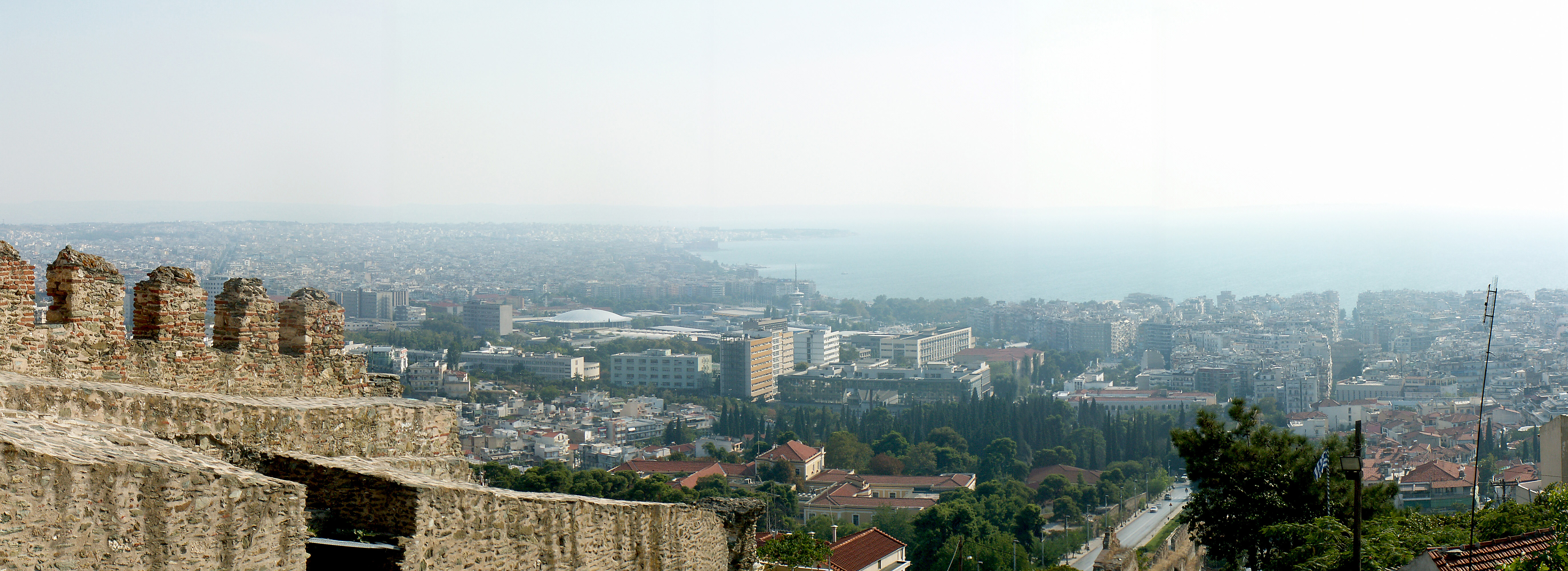
Vue panoramique de l'actuelle Thessalonique, ville dans laquelle a eu lieu en 1936 la manifestation ouvrière et la répression qui a inspiré Ritsos pour écrire Épitaphe.

En 1936, inspiré par les événements qui sont intervenus en Grèce cette année comme des grèves, des manifestations et des confrontations avec la police, il publie sa première œuvre qui le rend célèbre, Épitaphe (en), (Επιτάφιος, Epitáfios). Cette œuvre porte sur la douleur et les pleurs d’une mère qui a perdu son fils assassiné par les forces répressives et sur les opinions des villageois à la suite des dix morts après une marche d’ouvriers dans la ville de Thessalonique. Ces écrits ont d'abord été publiés dans le journal du KKE, Rizospastis. L'accueil du public fut tellement enthousiaste que le journal a décidé d’éditer les poèmes sous le titre d'Épitaphe avec un tirage à 10 000 exemplaires rapidement épuisé.
Dans cette œuvre, il rompt avec la poésie grecque traditionnelle et expressive dans un langage clair et simple avec un message d’unité adressé à son village. Ce poème populaire est connu de beaucoup de Grecs de l’époque et des générations suivantes, qui en connaissent par cœur certaines strophes.

### Metaxás, la prison et le surréalisme

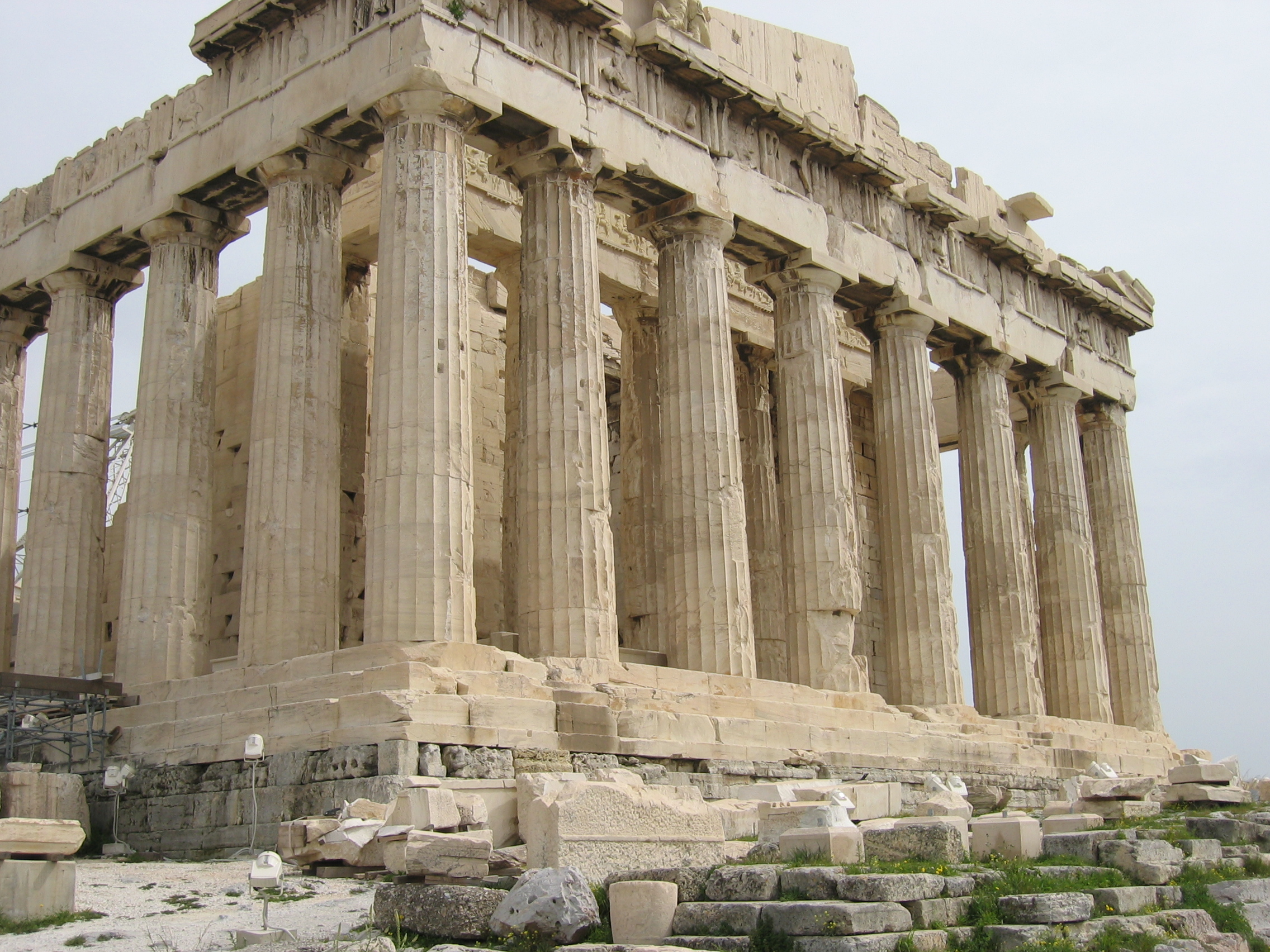
Metaxás a exigé que soient brûlées les copies de Épitaphe, poème portant sur la dénonciation sociale et premier grand succès artistique de Rítsos.

Le 4 août 1936, le général Ioánnis Metaxás prend le pouvoir en réalisant un coup d’État. Inspiré par la pensée de Mussolini, il fait entrer la Grèce dans une période de fascisme. De plus, il persécute tous ses opposants politiques, surtout ceux appartenant à la gauche de l’échiquier politique. Ainsi, des exemplaires de l'Épitaphe sont brûlés au pied de l'acropole d'Athènes. Cet événement sera le premier épisode de l'incessante persécution dont sera victime Yánnis Rítsos et ses idées durant toute son existence.
Il décide de changer son style lyrique en réponse aux incidents précédents. Son œuvre, jusque-là de facture assez classique, s'ouvre à des influences nouvelles, et se rapproche par certains aspects du surréalisme. Il explore ainsi les conquêtes du surréalisme à travers l'accès au domaine du sommeil, aux associations surprenantes et à l'explosion des images et des symboles. Il canalise désormais son angoisse, ses souvenirs suaves et amers qu'il exprimait dans son lyrisme antérieur. C'est à cette période qu'il publie Chant de ma sœur (Το τραγούδι της αδελφής μου, To Tragúdi tis Adelfis mu), en 1937, puis Symphonie du printemps (Εαρινή συμφωνία, Eariní sinfonía) l'année suivante.

### La Seconde Guerre mondiale
En 1940, Yánnis Rítsos publie La Marche de l'océan (Το εμβατήριο του ωκεανού, To Embatírio tu Okeanú). Le 28 octobre 1940, Ioánnis Metaxás rejette l'ultimatum de l'ambassadeur italien à Athènes, Emanuele Grazzi, provoquant la guerre gréco-italienne qui a abouti à la défaite de l'Albanie occupée par Mussolini. En mai 1941, le dictateur occupe la Grèce avec les troupes allemandes, faisant débuter la Seconde Guerre mondiale en territoire hellénique.
Rítsos décide de rejoindre le Front de libération nationale (Εθνικό Απελευθερωτικό Μέτωπο, Ethniko Αpeleftherotiko Metopo), armé par le Parti communiste de Grèce. Ce mouvement de résistance a été le plus actif en Grèce durant la guerre. Il a coopéré à la réalisation d'œuvres destinées à promouvoir la culture et il a écrit des poèmes pour les combattants. À cette époque sont publiées des œuvres comme Vieille mazurka au rythme de la pluie (Παλιά μαζούρκα σε ρυθμό βροχής, Paliá Mazúrka se Rithmό Brojís, 1943), Preuve (Δοκιμασία, Dokimasía, 1943) et Notre compagnon (Ο σύντροφός μας, O Síntrofós Mas, 1945).

### La guerre civile et la prison
En 1944, la Grèce est libérée. Mais la monarchie grecque devait récupérer le contrôle du pays dominé par le Front de libération nationale. Avec l’appui de la Grande-Bretagne puis des États-Unis, débute la guerre civile grecque de 1946. Dans ce contexte, Rítsos soutient le Front de libération nationale et intensifie son engagement politique. En 1948, il est incarcéré dans les camps de rééducation de Lemnos, Ágios Efstrátios et Makronissos.
En prison, il continue à écrire, donnant naissance à des œuvres comme Districts du Monde (Οι γειτονιές του κόσμου, I Gitoniés tu Kósmu) (1951) dans laquelle il aborde les horreurs qui se sont produites durant le conflit. Il écrit aussi secrètement des poèmes comme Journal de déportation, de 1948 à 1950, interrompu en 1949 par l’écriture de Temps pierreux. Les poèmes, cachés dans des bouteilles, sont enterrés.
Cette expérience a forgé son caractère, sa manière d’appréhender l’art et d’envisager le monde en général. La guerre civile prend fin en 1949. C’est seulement en 1952, sous la gouvernance d’Alexandros Papagos, qu’il est enfin libéré.

### La libération
Après être sorti de prison après plus de vingt années de troubles, Rítsos accède enfin à une période de calme et à la reconnaissance.
Jusqu'à ce moment, sa poésie s’était élevée contre l’horreur et la barbarie avec une syntaxe d'urgence qui ne compromettait pas sa profonde aspiration artistique. À cette époque, La Sonate au clair de lune (Η σονάτα του σεληνόφωτος, I Sonáta Tu Selinófotos), publié en 1956, est considéré par la critique comme son chef-d’œuvre. Cette œuvre a été adaptée et mise en scène par Jocelyne Carmichael en 1984.
La Sonate est un long poème dans lequel une femme d'âge mur parle à un homme jeune auquel elle adresse une prière — Permets moi que j'aille avec toi — pour qu'il l'aide à abandonner sa vieille maison pour contempler la vie. Cette œuvre est une allégorie sur la déliquescence des ruines et de la décadence d’un monde, d’un pays et d’une époque. En 1956, Rítsos reçoit le prix national grec de poésie pour cette œuvre.

### La période mythologique et la grécité
La Sonate au clair de lune marque le début d'une période où il commence une série de monologues dramatiques en lien avec les mythes et les personnages de l'Antiquité classique, en les représentant dans la réalité contingente. Une démarche littéraire qui n'est pas sans rappeler celle de Kavafis à qui il dédiera plus tard des vers dans 12 Poèmes à Kavafis (12 ποιήματα για τον Καβάφη, 12 Piímata gia tu Kaváfi, 1962). Quand vient l'étranger (Οταν έρχεται ο ξένος, Otan Érjete o Xénos, 1958), La Vieille Femme et la Mer (Οι γερόντισσες κ' η θάλασσα, I Geróntisses ke i Thálassa, 1959) et La Maison morte, (Το νεκρό σπίτι, To Nekró Spíti, 1962) font partie de cette période.

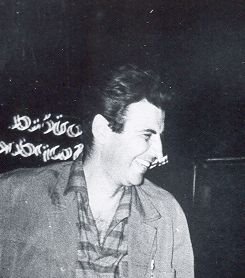
En 1959, Míkis Theodorákis met en musique Épitaphe. En 1966, il fera de même avec Grécité.

En 1959, Míkis Theodorákis met en musique le poème Épitaphe, donnant le coup d’envoi de la révolution culturelle grecque dans laquelle se combinait la musique traditionnelle grecque, la musique classique occidentale et le lyrisme des poètes locaux, réussissant à plusieurs reprises à sortir ces vers de leurs propos intellectuels pour les diffuser au sein de la population. En Grèce, son œuvre rencontre donc un vaste écho populaire avec plusieurs de ses poèmes mis en musique par Theodorákis.
En 1966, il publie Grécité (Ρωμιοσύνη, Romiosini), un chant rendant hommage à la résistance des guérilleros communistes pendant l’invasion nazie. Dans ces poèmes, se trouve la Grèce entière, la vieille, la pauvre, la souffrante et la rageuse Grèce de l'invasion et de la guerre civile. C’est une nouvelle épopée dans laquelle les héros classiques ont été remplacés par un héros collectif. Cette œuvre a aussi été mise en musique par Theodorákis qui, deux ans auparavant, avait fait la même chose avec Axion Esti, le chef-d'œuvre d'Odysséas Elýtis.
Si Rítsos reste fidèle au parti communiste d'obédience soviétique, à la différence de la plupart des intellectuels grecs qui se tournent vers un « eurocommunisme » dénonçant l'intervention en Tchécoslovaquie, il n’en poursuit pas moins une œuvre peu conforme à ce que son public pouvait en attendre et qui reste hantée par la tragédie familiale originelle : il revisite les grands mythes antiques au moyen de ses souvenirs de Monemvassia en publiant une série de monologues dramatiques centrés sur les personnages d'Oreste, de Phèdre, d'Hélène, de Philoctète, etc.

### La dictature des colonels
Après des années de calme, une nouvelle période obscure arrive : le 21 avril 1967, en pleine guerre froide, un coup d'État mené par Georgios Papadopoulos met en place une dictature pro-nord-américaine pendant laquelle se poursuivent les persécutions vis-à-vis de l'opposition politique.
Le militantisme et l'engagement social de Rítsos sont les causes de son emprisonnement. Cette période d'incarcération se déroule tandis que sa santé se détériore ; il commence à souffrir d'un cancer.
Entre 1967 et 1970, il est tenu reclus à Gyaros (cette île est un grand rocher sans arbre, sans eau et infesté de rats) et Leros, des îles inhospitalières dans lesquelles il écrit tout en étant surveillé par des militaires. Sa santé chancelante l'oblige à entrer dans un hôpital d'Athènes. La junte le maintient à son domicile en résidence surveillée à Samos. Au lieu de se désespérer de cette situation, il continue à écrire plusieurs séries de poèmes, toujours en cachette, regroupés sous le titre Pierres Répétitions Grilles.

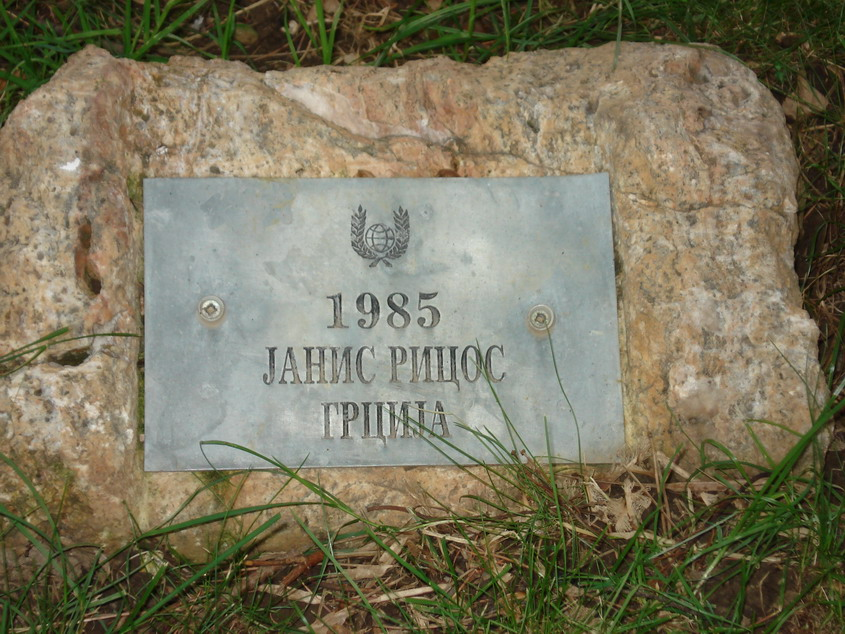
Plaque en hommage à Rítsos au festival international de poésie de Struga en Macédoine en 1985.

Sa renommée s'étend alors au-delà de son pays, notamment en France sous l’impulsion de Louis Aragon qui le salue comme l'« un des plus grands et des plus singuliers parmi les poètes d’aujourd’hui » et mène campagne pour sa libération.
Grâce à un prisonnier qui lui transmet un message secret de Theodorákis lui demandant des poèmes inspirés de l’actualité de l’époque, Rítsos écrit 18 Chansons de la Patrie amère (Δεκαοχτώ λιανοτράγουδα της πικρής πατρίδας, Dekaojtó Lianotráguda tis Pikrís Patrídas) (1973), quelques poèmes en versification traditionnelle composés pour être chantés.
De cette époque datent Perséphone, Agamennon, Ismene (Ισμήνη), Ajax et Chrysothémis (Χρυσόθεμις). Tous ces écrits sont des réflexions liées à des sujets essentiels comme la vieillesse, la mort, l’amour. Ces thèmes s'inscrivent à l'intérieur de tensions dialectiques entre des exigences individuelles et des engagements collectifs. Ces monologues dramatiques ont été rassemblés dans un seul volume sous le nom Quatrième dimension (Τέταρτη διάσταση, Tétarti Diástasi) (1972).
À la chute des colonels en 1974, Rítsos acquiert, avec la liberté, un statut hugolien de « poète national ».

### Les dernières années

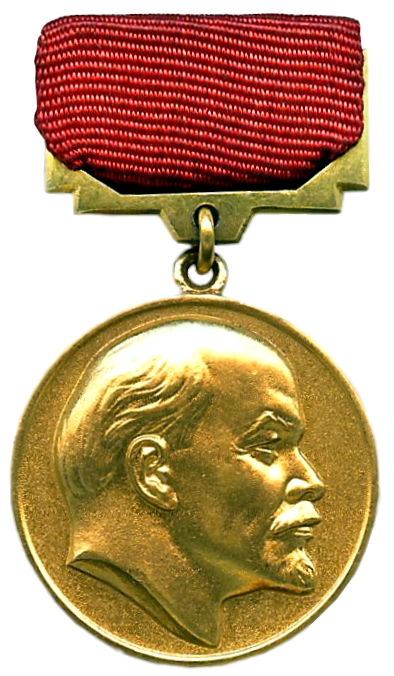
Prix Lénine pour la paix.

En 1977, il reçoit le prix Lénine pour la paix. Il est un des deux Grecs (l'autre étant Kóstas Várnalis en 1959) à avoir reçu l'équivalent soviétique du prix Nobel occidental. Malgré plusieurs candidatures, Elytis et Séferis n'ont jamais réussi à obtenir ce prix (mais ils ont eu le prix Nobel de littérature).
Pendant la période de transition, le poète ajoute à sa riche production poétique la publication de nouvelles, regroupées sous le titre commun d'Iconostase des saints anonymes (1983-85).
Son dernier livre, Tard, très tard dans la nuit (1987-1989), reflète la tristesse du poète, sa conscience de la perte mais aussi sa grande espérance dans la créativité et dans la vie.
En marge de ces recueils importants, Rítsos multiplie les séries de très courts poèmes qui mêlent humour, visions cauchemardesques et notations d’un quotidien sacralisé. Il meurt alors que s'effondre, dans les pays socialistes, le rêve pour lequel il a lutté pendant tant d'années. Son ancienne gloire « militante » compromet alors sa gloire littéraire et entraîne son œuvre, à l'étranger du moins, dans un certain discrédit.

## Œuvres
L'œuvre publié comporte plus de cent recueils de poèmes, des pièces de théâtre, des essais ainsi que des traductions. Rítsos a aussi laissé un grand nombre d'œuvres inédites. Sa poésie a été traduite dans plus de quarante langues.
(Les titres proposés sont des traductions françaises, même dans les cas où les œuvres en question n'ont pas été entièrement traduites en français.)

### Poésie
- Tracteurs (1934)
- Pyramides (1925)
- Épitaphe (1936)
- Le Chant de ma sœur (1937), traduction française, éditions Bruno Doucey, coll. « En résistance » (2013) ;
- Symphonie du printemps (1938), mis en musique par Mikis Theodorakis en 1966, traduction française, éditions Bruno Doucey, coll. « En résistance » (2012) ;
- La Marche de l'océan (1940)[2]
- Vieille mazurka au rythme de la pluie (1942)
- Épreuve (1943)
- Notre compagnon Níkos Zachariádis (1945)
- L'Homme avec l'œillet (1952)
- Aux quartiers du monde (1951)
- Veillée (1954)
- Étoile de la matinée. Petite encyclopédie de surnoms pour ma petite fille (1955)
- La Sonate au clair de lune (1956)
- Au revoir. Les dernières heures de Grigoris Afksentiou dans la grotte brûlante (1957)
- De Makronissos (1957)
- Cruche. Élégie pour un Printemps court (1957)
- Clarté d'hiver (1957)
- Chronique (1957)
- Ville rebelle (1958)
- L'Architectonique des arbres (1958)
- Quand vient l'étranger (1958)
- Figure de l'absence (1958)
- Les Vieilles Femmes et la Mer (chorique) (1959), traduction française de Bruno Roy, éditions Fata Morgana (1978)
- Le Pont (1960)
- La Fenêtre (1960)
- Le Saint Noir (1961)
- Sous l'ombre de la montagne (1962)
- La Maison morte (1962)
- 12 poèmes pour Cavafy (1963)
- Témoignages A’ (1963)
- L'Arbre de la prison et les femmes (1963)
- Jeux du ciel et de l'eau (1964)
- Philoctète (1965)
- Témoignages B’ (1966)
- Oreste (1966)
- Grécité (1966)[3], mis en musique par Mikis Theodorakis •  (ISBN 978-2-36229-063-3)
- Ostrava (1967)
- Le Corps et le Sang (1970)
- Le Chef-d'œuvre sans queue ni tête (1971) traduction française de Dominique Grandmont, coll. Du monde entier, Éditions Gallimard (1979)
- L'Hélène (1972)
- Le Retour de l'Iphigénie (1972)
- Ismène (1972)
- Pierres Répétitions Grilles (1972)[4]
- Quatrième dimension (1972)
- Gestes (1972)
- Chrysothémis (1972)
- Graganda (1973)
- Dix-huit chansons de la patrie amère (1973), mis en musique par Míkis Theodorákis
- Couloir et Escalier (1973)
- Le Mur dans le miroir, éditions Gallimard (1974)
- Hymne et lament pour Chypre (1974)
- En papier (1974)
- Phèdre (1975)
- L'Essentiel (1975)
- Concierge (1976)
- Gignesthai (1977)
- Le Heurtoir (1978)
- Alors ? (1978)
- Femmes de Monemvassia (1978)
- Écriture d'aveugle (1979)
- Transparence (1980)
- Monochordes (1980)
- Erotica (1980)
- Rêve de midi d'été (1981)
- Triptyque italien. Transfusion. Le monde est unique. La statue dans la pluie (1982)
- Creux (1982)
- Gestes (1982)
- Monovassia (1983)
- Tirésias (1983)
- Balcon (1985)[5]
- 3 x 111 tercets (1987)
- Correspondences (1987)
- Les Négatifs du silence (1987)
- Semicircle (1989)
- Tard, bien tard dans la nuit (1991), traduction française de Gérard Pierrat, éditions Le Temps des cerises (2014) •  (ISBN 978-2-37071-003-1)

### Prose
- Ariostos l'attentif raconte des moments de sa vie et de son sommeil (1982)
- Quels choses étranges (1983)
- Avec la poussée du coude (1984)
- Peut-être qu'il soit comme ça (1985)
- Le Vieillard avec les cerfs-volants (1985)
- Pas seulement pour toi (1985)
- Ariostos refuse devenir saint (1986)
- Scellées d'un sourire (1986)
- Se déclinent les questions (1986)

### Théâtre
- Au-delà de l'ombre des cyprès : Drame épique en trois actes (1958)
- Une femme vers la mer : Drame en trois actes (1959)
- La Colline à la fontaine : Drame en trois actes (1990)
- Les Cannes des aveugles : Drame en trois actes (1990)

### Essais
- Études : Maïakovski - Hikmet - Ehrenburg - Éluard / Témoignages / Concierge (1974)

## Crédit d'auteurs
- (es) Cet article est partiellement ou en totalité issu de l’article de Wikipédia en espagnol intitulé « Yannis_Ritsos » (voir la liste des auteurs).